# ブーリオ・イン・モンテ
ブーリオ・イン・モンテ（伊: Buglio in Monte）は、イタリア共和国ロンバルディア州ソンドリオ県にある、人口約2,000人の基礎自治体（コムーネ）。

## 地理

### 位置・広がり
ソンドリオ県中部に位置するコムーネ。モルベーニョから東北東へ10km、県都ソンドリオから西へ15km、州都ミラノから北北東へ88kmの距離にある。

#### 隣接コムーネ
隣接するコムーネは以下の通り。
- アルデンノ
- ベルベンノ・ディ・ヴァルテッリーナ
- キエーザ・イン・ヴァルマレンコ
- コロリーナ
- フォルコラ
- トッレ・ディ・サンタ・マリーア
- ヴァル・マジーノ

### 地震分類
イタリアの地震リスク階級 (it) では、3 に分類される
。

### 山岳部共同体
広域行政組織である山岳部共同体「ヴァルテッリーナ・ディ・モルベーニョ山岳部共同体」 (it:Comunità montana della Valtellina di Morbegno) （事務所所在地: モルベーニョ）を構成するコムーネの一つである。